# Таниші
Таниші́ (рос. Таныши, чув. Танăш) — присілок у складі Красноармійського району Чувашії, Росія. Входить до складу Ісаковського сільського поселення.
Населення — 112 осіб (2010; 133 у 2002).
Національний склад:
- чуваші — 100 %